# Sultanien
Das Sultanien (in der englischsprachigen Fachliteratur Sultanian) ist eine  archäologische Kultur in der südlichen Levante, die dem Epipaläolithikum (auch Proto-Neolithikum) oder dem frühen Präkeramischen Neolithikum zugeordnet wird und damit am Beginn der Entwicklung der produzierenden Lebensweise steht. Sie gehört damit zu den frühen altorientalischen Kulturen, ähnlich wie das Khiamien, das Aswadien und das frühe Mureybetien (im Euphratbogen, genauer zwischen Aleppo und dem Quellgebiet des Belich). Seinen Namen erhielt es nach dem Tell es-Sultan, also Alt-Jericho. Den Begriff prägte Joan Crowfoot-Payne auf der Grundlage von Flintwerkzeugen aus Jericho.
Die meisten Sultanien-Funde stammen aus der Zeit zwischen 11.600 und 11.000 cal. BP, das Oxford Handbook of the Archaeology of the Levant datiert die Epoche auf die Zeit zwischen 9500 und 8500 v. Chr. Die Taxonomie ist in der Forschungsliteratur uneinheitlich: Im Allgemeinen wird angenommen, dass das Sultanien auf das Khiamien folgt, Crowfood-Payne ging jedoch ursprünglich davon aus, dass beide Kulturen zeitgleich nebeneinander bestanden. Heute wird das Sultanien häufig mit dem Präkeramischen Neolithikum gleichgesetzt oder als ein Teil dieser Kultur betrachtet, mitunter gilt der Begriff als veraltet.
Das Sultanien gilt immer weniger als ausschließlicher Ausdruck der späten levantinischen Jäger-und-Sammler-Kulturen, angesichts dieses Übergangscharakters zur bäuerlichen Lebensweise wird es gelegentlich als „Bauern-Jäger-Kultur“ bezeichnet. Während im Khiamien die Grabbeigaben einfacher waren, weisen die aufwändigeren Beigaben des Sultanien auf eine gesellschaftliche Hierarchisierung hin. Der Fernhandel, der bereits im Natufien mit Obsidian nachweisbar ist, intensivierte sich bis nach Anatolien. Flechtarbeiten sind nachweisbar.
Das Sultanien trifft man an Fundstätten im Tal des Jordan, im Wadi Araba und in der Küstenebene an. Die ackerbauende Tätigkeit beschränkte sich dabei weitgehend auf das Jordantal, genauso wie die Siedlungen, während die Jagd in den Berglandschaften stattfand.  Neben Jericho zählen Gesher, Gilgal I, Hatula, Nahal Oren, Netiv Hagdud, Salihiya IX, Dhra', Zaharat adh-Dhra' 2, Iraq ed-Dubb, 'Ain-Darat und Wadi Feinan 16 zu den wichtigsten Fundstätten des Sultanien.